# Luigi Vaccari
Luigi Vaccari OSB (* 21. April 1817 in Fuscaldo; † 16. Dezember 1887) war ein italienischer Geistlicher und Benediktiner.
Vaccari wurde am 22. August 1841 zum Priester für den Benediktinerorden geweiht. Papst Pius IX. ernannte ihn am 22. Dezember 1871 zum Koadjutor-Bischof von Nicotera e Tropea und Titularbischof von Sinope. Am 31. Dezember 1871 weihte Kardinaldekan Costantino Patrizi Naro ihn in Sant’Apollinare, Rom, zum Bischof. Er starb vor Filippo de Simone, dem Bischof von Nicotera e Tropea, und folgte somit nicht als Bischof nach.